# تاريخ علم القراءات في المدينة
علم القراءات في المدينة هو أقدم تواريخ القراء والقراءات عند المسلمين، إذ تعد المدينة المدرسة الأولى في إقراء القرآن والقراءات، وقد كانت نشأتها على يد رسول الله محمد صلى الله عليه وسلم، وكفى بها شرفًا ومنزلة، وقد اتبع النبي صلى الله عليه وسلم في إقراء القرآن منهجا علميا يقوم على السماع والعرض، مع الكتابة والتدوين، ليكون محفوظًا في السطور كما هو محفوظ في الصدور، فكان النبي صلى الله عليه وسلم يعرض القرآن على الصحابة كما سمعه من جبريل، والصحابة يستمعون إلى قراءته، وينصتون له، ثم يتلونه فيما بينهم، حتى أصبح للمسجد دوي كدوي النحل من تلاوات الصحابة، وبذلك تحول المسجد النبوي إلى أول مدرسة قرآنية في المدينة يتلى فيها كتاب الله، ثم توسعت إلى جميع بيوت الصحابة، حتى امتدت إلى القرى القريبة من المدينة.
وقد تميز جمع الصحابة بتخصصهم بحفظ القرآن حتى قال النبي صلى الله عليه وسلم عنهم: (خذوا القرآن من أربعة: من ابن مسعود، وأبي بن كعب، ومعاذ بن جبل، وسالم أبي حذيفة).

## المدرسة المدنية في القراءات في العصر النبوي
نشأت المدرسة المدنية للقراءات في المسجد النبوي، على يد رسول الله محمد صلى الله عليه وسلم، وقد اتبع في ذلك منهجًا علميًّا يقوم على الآتي:
- أولا: العرض والسماع: فكان النبي صلى الله عليه وسلم يعرض القرآن على الصحابة كما سمعه من جبريل، والصحابة يستمعون إلى قراءته، وينصتون له، ثم يتلونه فيما بينهم، حتى أصبح للمسجد دوي كدوي النحل من تلاوات الصحابة، وبذلك تحول المسجد النبوي إلى أول مدرسة قرآنية في المدينة يتلى فيها كتاب الله.[3]
- ثانيا: جمع القرآن وتدوينه: فلم يكتف النبي صلى الله عليه وسلم بالعرض والسماع؛ بل أضاف إلى ذلك الكتابة، ليكون محفوظًا في السطور كما هو محفوظ في الصدور، فقد خصص له مجموعة من الكتبة يكتبون له الوحي، منهم: زيد بن ثابت، فقد جاء عنه، أنه قال: كنت جار رسول الله صلى الله عليه وسلم، فكان إذا نزل الوحي عليه، أرسل إليَّ فكتبت الوحي.[4]

## أثر المدرسة المدنية في هذا العصر
1. تخريج عدد من الصحابة متخصصين بالإقراء، فقد جاء عن النبي صلى الله عليه وسلم أنه قال: (خذوا القرآن من أربعة: من ابن مسعود، وأبي بن كعب، ومعاذ بن جبل، وسالم أبي حذيفة).[5]
2. توسع المدرسة المدنية من المسجد النبوي إلى جميع بيوت الصحابة، فكان الصحابي يتعلم من رسول الله آية أو سورة، ثم ينطلق إلى بيته ليعلم أولاده وزوجه، أو أحدًا من أصحابه أو ضيوفه، بل توسع أكثر من ذلك بإرسال بعض الصحابة القراء إلى القبائل العربية لتعليمهم القرآن، كما حدث مع أصحاب غزوة الرجيع.
3. أصبح القرآن محفوظًا في السطور كما هو محفوظ في الصدور، وإن لم يكن مجموعًا في مكان واحد، وقد استفاد الصحابة فيما بعد من هذا الأمر بالذات.[1]

## أعلام مدرسة القراءات المدنية في عصر الصحابة

### أبي بن كعب
أبي بن كعب بن قيس بن عبيد، شهد العقبة مع السبعين، وشهد بدرًا والمشاهد كلها مع رسول الله صلى الله عليه وسلم، وكان من كتبة الوحي، ومن الذين حفظوا القرآن كله على عهد النبي صلى الله عليه وسلم، ومن الأربعة الذين أمر رسول الله أن يؤخذ منهم القرآن، وكان لأبي بن كعب فضائل ومناقب تدل على علو منزلته في قلب الرسول صلى الله عليه وسلم وعند الله، منها:
أن الله سبحانه وتعالى أمر النبي صلى الله عليه وسلم أن يقرأ على أبي بن كعب، فعن أنس بن مالك، قال النبي صلى الله عليه وسلم لأبي: (إن الله أمرني أن أقرأ عليك {لَم يَكُنِ الذِّينَ كَفَرُوا...} [البينة:1]، قال: وسماني؟ قال: (نعم)، فبكى.
أنه أقرأ الأمة، وقد أخذ عنه القرآن كثير من الصحابة والتابعين، منهم: ابن عباس، وأبو هريرة، وعبد الله بن السائب، وعبد الله بن عياش، وأبو عبد الرحمن السلمي.
توفي سنة 32 من الهجرة النبوية.

### عبد الله بن مسعود
عبد الله بن مسعود بن غافل الهذلي، كناه النبي صلى الله عليه وسلم أبا عبد الرحمن، كان من السابقين الأولين، فهو سادس ستة دخلوا في الإسلام، وقد هاجر الهجرتين، وشهد بدرًا والمشاهد مع الرسول صلى الله عليه وسلم، وهو الذي أجهز على أبي جهل، ومن مآثره: أنه أول من جهر بالقرآن، وكان من علماء الصحابة وحفظة القرآن الكريم البارعين فيه، وقد قال: أخذت من فم رسول الله صلى الله عليه وسلم سبعين سورة لا ينازعني فيها أحد، وقال النبي صلى الله عليه وسلم عنه: (من أراد أن يقرأ القرآن غضا كما أنزل فليسمعه من ابن أم عبد).
أخذ عنه القرآن كثير من الصحابة والتابعين، ومن أشهرهم: علقمة بن قيس، ومسروق، والأسود بن يزيد، وعامر الشعبي، والحسن البصري. توفي سنة 32 من الهجرة النبوية في المدينة المنورة.

### زيد بن ثابت
زيد بن ثابت بن الضحاك بن النجار الأنصاري، كاتب النبي صلى الله عليه وسلم وأمينه على الوحي، كان شابا ذكيا ثقفا، شهد العرضة الأخيرة، وعرض القرآن كاملًا على الرسول صلى الله عليه وسلم، جمع القرآن على عهد ابي بكر، ثم تولى كتابته في عهد عثمان مع الثلاثة القرشيين، شهد الخندق وبيعة الرضوان، قرأ عليه أبو هريرة وابن عباس. توفي سنة 45 من الهجرة النبوية.